# جون ديفيز (كاتب)
جون ديفيز هو كاتب ماليزي، ولد في 27 يوليو 1925 في Parit Buntar ‏ في ماليزيا، وتوفي في 21 أكتوبر 1999.